# Zvejniekciems (przystanek kolejowy)
Zvejniekciems – przystanek kolejowy w miejscowości Skulte i w pobliżu miejscowości Zvejniekciems, w gminie Limbaži, na Łotwie. Położony jest na linii Zemitāni – Skulte.

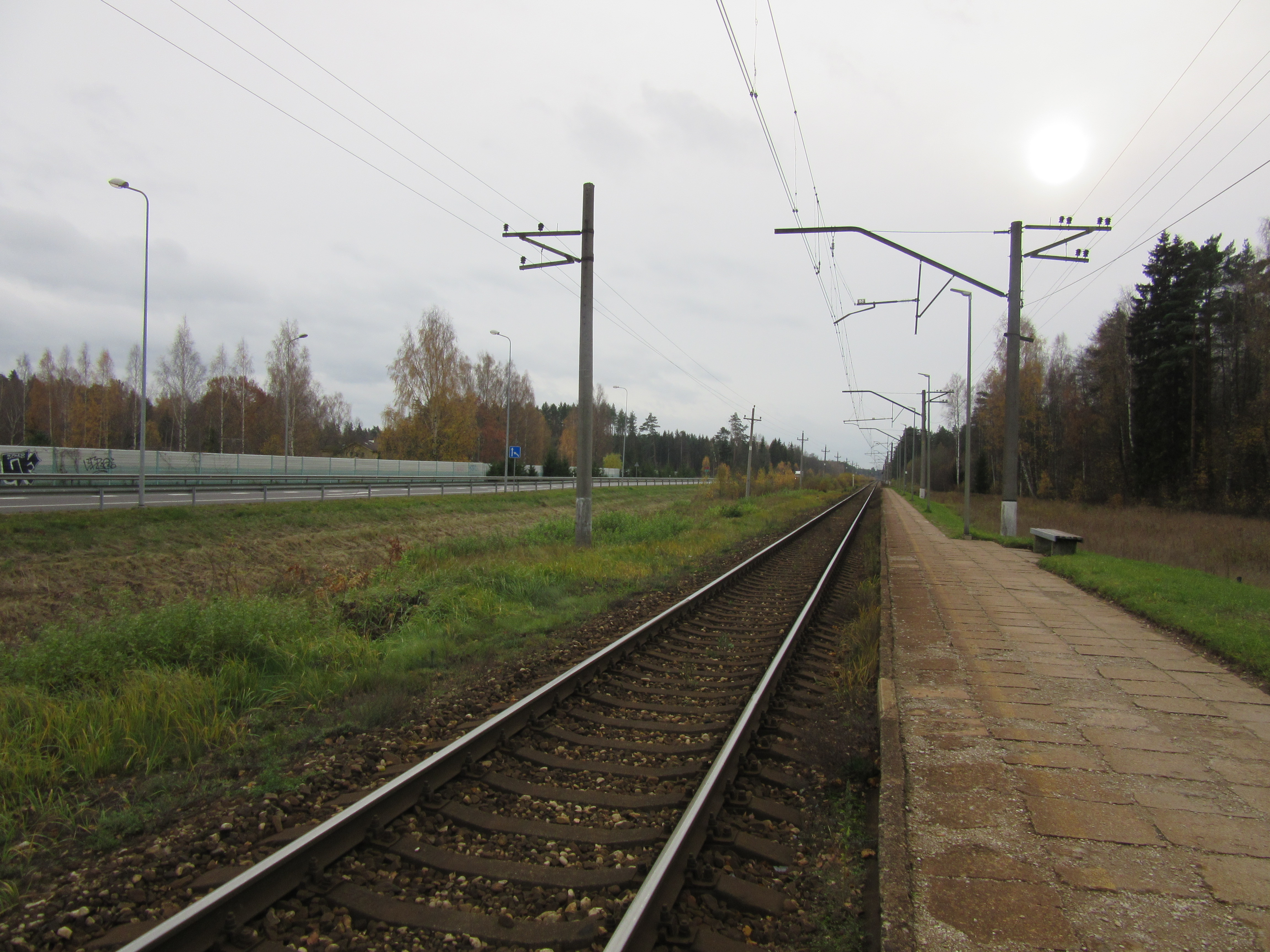
Peron (widok w stronę Rygi)